# Sonora Island
Sonora Island är en ö i Kanada.   Den ligger i provinsen British Columbia, i den sydvästra delen av landet, 3 700 km väster om huvudstaden Ottawa. Arean är 167 kvadratkilometer.
Terrängen på Sonora Island är kuperad. Öns högsta punkt är 890 meter över havet. Den sträcker sig 17,4 kilometer i nord-sydlig riktning, och 19,7 kilometer i öst-västlig riktning.
I omgivningarna runt Sonora Island växer i huvudsak barrskog. Trakten runt Sonora Island är nära nog obefolkad, med mindre än två invånare per kvadratkilometer.